# Wrijvingsverlies

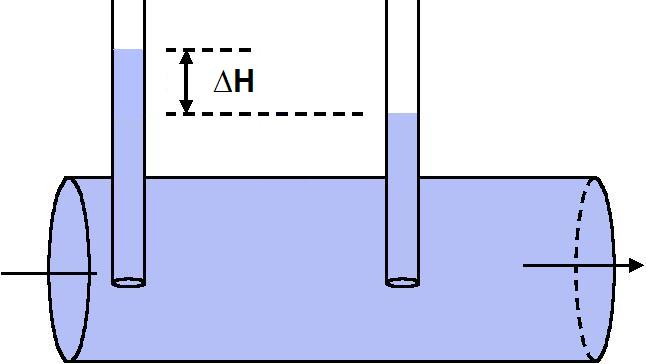
ladingsverliezen in een stuk leiding (gemeten met een pitotbuis)

Wrijvingsverliezen (ladingsverliezen) zijn de energieverliezen die optreden wanneer een vloeistof (water) door een leiding of door de grond loopt. Daardoor daalt de energie van de vloeistof, wat zich kan uiten in een lagere stroomsnelheid of in een lagere druk van de vloeistof, of een combinatie.
Er zijn twee types verliezen:
- speciale verliezen, die optreden door afsluiters, bochten, ed.
- normale verliezen, die optreden door het stromen door de leidingen.

## Verlies in leidingen
- Darcy-Weisbach vergelijking
- Hagen-Poiseuille (eerder theoretisch)
- Chezy-Manning

## Verlies in gronden
- wet van Darcy